# Kaloupilé
Murraya koenigii
Ne pas confondre avec Plante au curry
Espèce
Classification APG III (2009)
Le kaloupilé ou caloupilé (issu du tamoul கருவேப்பிலை (karuveppilai) ou API : /kəɾʉʋeːppɪləj/) en français arbre à curry est une espèce d'arbre de 4 à 10 mètres de haut, possédant un tronc et des branches d'une grande finesse, importé par les engagés indiens après l'abolition de l'esclavage dans l'île de La Réunion. Les feuilles luisantes, vert foncé, aussi appelées « feuilles de curry » (particulièrement dans le monde anglo-saxon), ont une forme pennée (plume), de 11 à 21 folioles opposées, disposées régulièrement de part et d'autre des pétioles, chaque foliole mesure de 2 à 4 cm de long et de 1 à 2 cm de large. Elles sont très aromatiques. Les fleurs sont petites, blanches et parfumées. Les fruits sont des baies noires et brillantes comestibles, mais leurs graines sont toxiques.
La plante est également nommée Kadi Patta.

## Étymologie et noms vernaculaires courants
Son nom scientifique est Murraya koenigii. Ce nom évoque les botanistes Johann König, un des premiers botanistes européens à avoir exploré l’Inde, et le Suédois Johan Andreas Murray, qui édita au XVIIIe siècle le Linnaeus Systema vegetablium. Le nom scientifique de cette plante est peu usité en cuisine, ce sont plutôt les noms vernaculaires ci-dessous qui sont employés.
La plante possède de nombreuses dénominations variables selon les cultures. En voici quelques-unes : 
- Bergera koenigii L. (1767) synonyme chez les taxonomistes[1].

- Karuveppilai ou Karouvaipilai (tamoul : கருவேப்பிலை), est la dénomination d'origine, lors de l'introduction de la plante dans les territoires d'outre-mer français et britanniques, par les engagés indiens. En langue tamoule, les noms கறிவேம்பு (kaṟivempu) (langage littéraire) et கறிவேப்பிலை (kaṟiveppilai) sont également d'usage.
- Kaloupilé (et ses variantes) est une dénomination présente dans les pays francophones où cette plante pousse, et empruntée au créole réunionnais. Mais on peut la retrouver dans les zones limitrophes de ces pays sous des appellations proches. De fait elle constitue une dénomination assez courante en France.
- Caripoulé est une variante du nom utilisée principalement sur l'île Maurice.
- Feuille de Curry / "Curry Leaf" / Feuille de Cari sont des dénominations très courantes dans la sphère anglo-saxonne car elle vient d'une confusion des colons anglais lors de l'occupation de l'Inde entre cette feuille et le "Curry" (ou Kari), un mélange d'épice indien. Cette confusion est restée et ces noms sont donc très usités dans les pays anglo-saxons pour désigner la plante.
- Kadi Patta (en hindi et en ourdou : कढ़ी पत्ता (kar̤hī pattā) ou کڑھی پتا) est une traduction hindoustanie de l'anglais curry leaf, très utilisée dans les communautés indiennes.

Quelques autres termes régionaux : carapoulay à Trinité-et-Tobago, karipile en créole seychellois, sweet neem en anglais (traduit des appellations goudjrati et hindi મીઠો લીમડો (mīṭho līmaḍo) et मीठा नीम (mīṭhā nīm)), curry vepila, kary vepila ou encore karivepaku (కరివేపాకు) en télougou.

## Description
Il fait partie de la famille des Rutacées. Il est aussi connu sous le nom de « feuille de curry ». Il est originaire d'Asie tropicale, plus particulièrement de l'Inde, et pousse à l'état sauvage en Thaïlande du Nord et est cultivé en Malaisie. Il est peu répandu aux Antilles, alors que dans les jardins réunionnais et mauriciens, il s'est acclimaté au point même de devenir envahissant. Le poète et peintre réunionnais, Jean Albany, signale qu'à la Réunion on « trouve souvent cet arbrisseau près des chapelles malbares ». C'est qu'il était autrefois planté principalement par les engagés indiens près des temples et de leurs habitations.

## Culture
Il se reproduit par rejet, ce qui le rend particulièrement rapide pour coloniser un espace. On peut le multiplier par semis ; les fruits doivent être récoltés mûrs et semés dès la cueillette, les fruits secs ou ridés ne sont pas viables. On peut planter le fruit entier, mais il est préférable d'enlever la pulpe avant la plantation. Le terreau doit être maintenu humide, mais pas mouillé. Les boutures et les marcottes sont également un moyen de propagation.

## Utilisation

### Dans la gastronomie
Le kaloupilé est surtout utilisé dans la cuisine indienne, sri-lankaise et birmane. Il se rencontre dans tous les pays de l'Asie du Sud-Est, l'Inde du Sud, la Birmanie, Thaïlande, Viêt Nam. La plupart des plats cuisinés au massalé, à La Réunion ou l’île Maurice, comporte quelques feuilles de kaloupilé pour relever le goût. Certains préparateurs de poudre de massalé incorporent des feuilles grillées et réduites en poudre dans leur condiment. Danielle Mukherjee, dans son livre sur la cuisine indienne considère cette épice du pauvre comme « le complément indispensable de certaines préparations du sud de l'Inde, tel l’opuma ».
À l'ile Maurice, le kaloupilé est appelé caripoulé : les feuilles sont utilisées fraiches dans de nombreux plats issus de la cuisine indienne.
On utilise les feuilles fraîches frites avec l'oignon haché dans la première étape de la préparation de certains plats. Par exemple, pour le thoran, le sambar, le vada, le rasam et le kadhi. Les feuilles fraîches ont une durée de conservation très courte (pas plus de 24 h) et ne se conservent pas mieux au réfrigérateur. On peut les conserver plusieurs mois séchées, mais l'arôme est alors beaucoup moins prononcé.
Au Cambodge, les Khmers font griller les feuilles à la flamme et les pilent dans un mortier pour préparer une soupe aigre appelée maju krueng.

### Usage médicinal
Les racines, l'écorce et les feuilles de l'arbre sont utilisées en médecine traditionnelle, en usage interne et externe. On connait des effets antalgiques, anti dysentériques, antioxydants, anti-inflammatoire, antipyrétique, hypoglycémiant, cicatrisant, hypocholestérolémique, utile pour améliorer la mémoire,. En infusion, les feuilles feraient baisser la tension. Écrasées avec du son de riz, elles lutteraient contre les coliques. La confirmation expérimentale de ces données d'ethnomédecine est actuellement limitée au modèle murin.
Une étude sur la girinimbine, un alcaloïde carbazole isolé à partir de cette plante, a constaté en 2011 que cette substance inhibe la croissance et provoque, in vitro, l'arrêt du cycle cellulaire pour le carcinome hépatocellulaire humain (cancer du foie). En 2019, une publication nigériane démontre que l'administration d'extraits aqueux de M. koenigi améliore la mémoire chez les souris et diminue légèrement leur poids corporel.

### Usage désinfectant
La plante est également utilisée comme insecticide, antimicrobien et antifongique : « Les feuilles fraîches ou poudre de feuilles… empêchent la dégradation dans les currys, viandes, soupes, plats, etc. La décoction de feuilles fraîches dans de l'huile de coco est utilisée comme tonique capillaire » lit-on dans une synthèse publiée en 2020. L'huile de feuilles est utile dans l'industrie cosmétique pour la fabrication de savons, parfums.

## Galerie

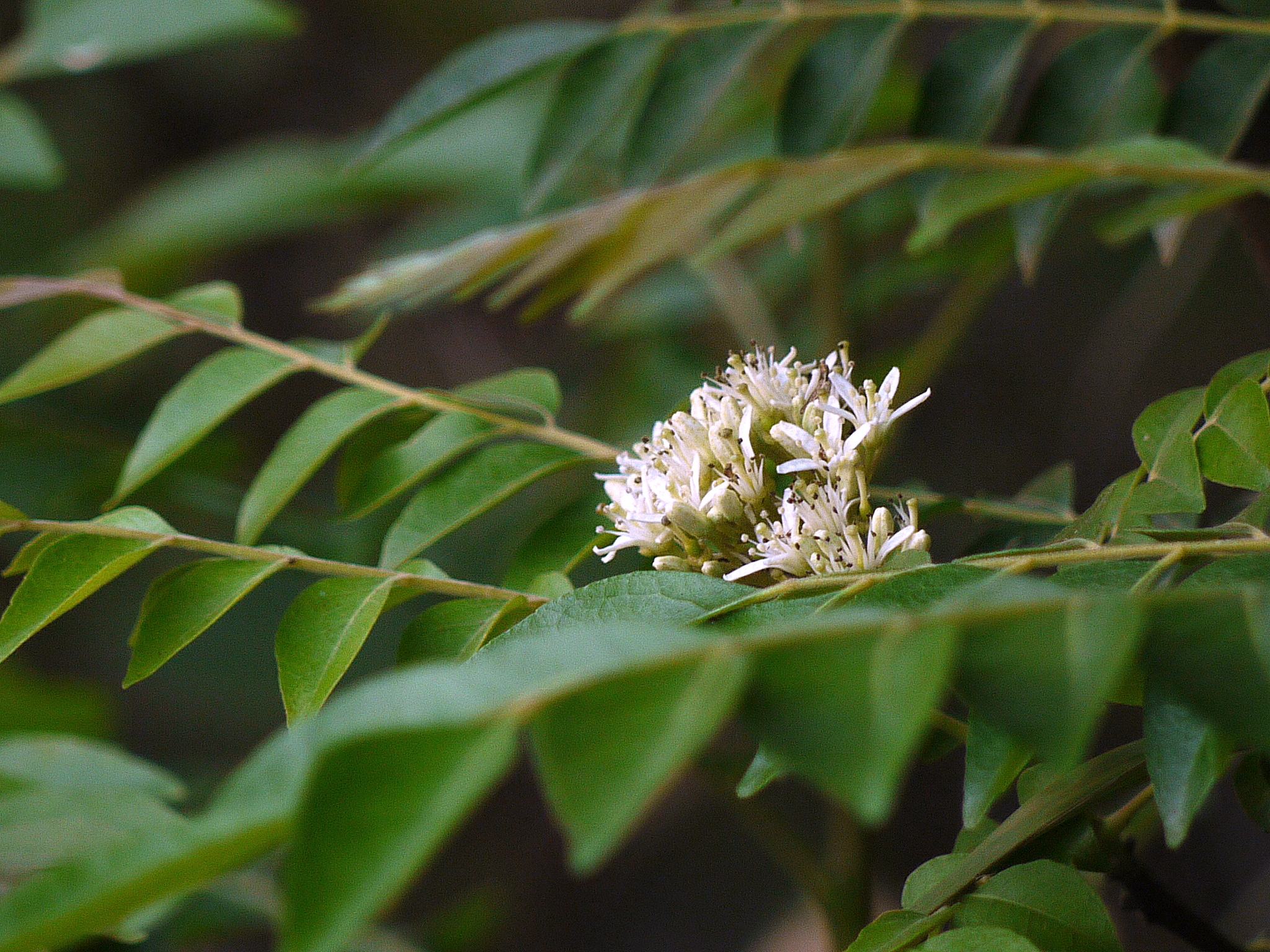
fleurs
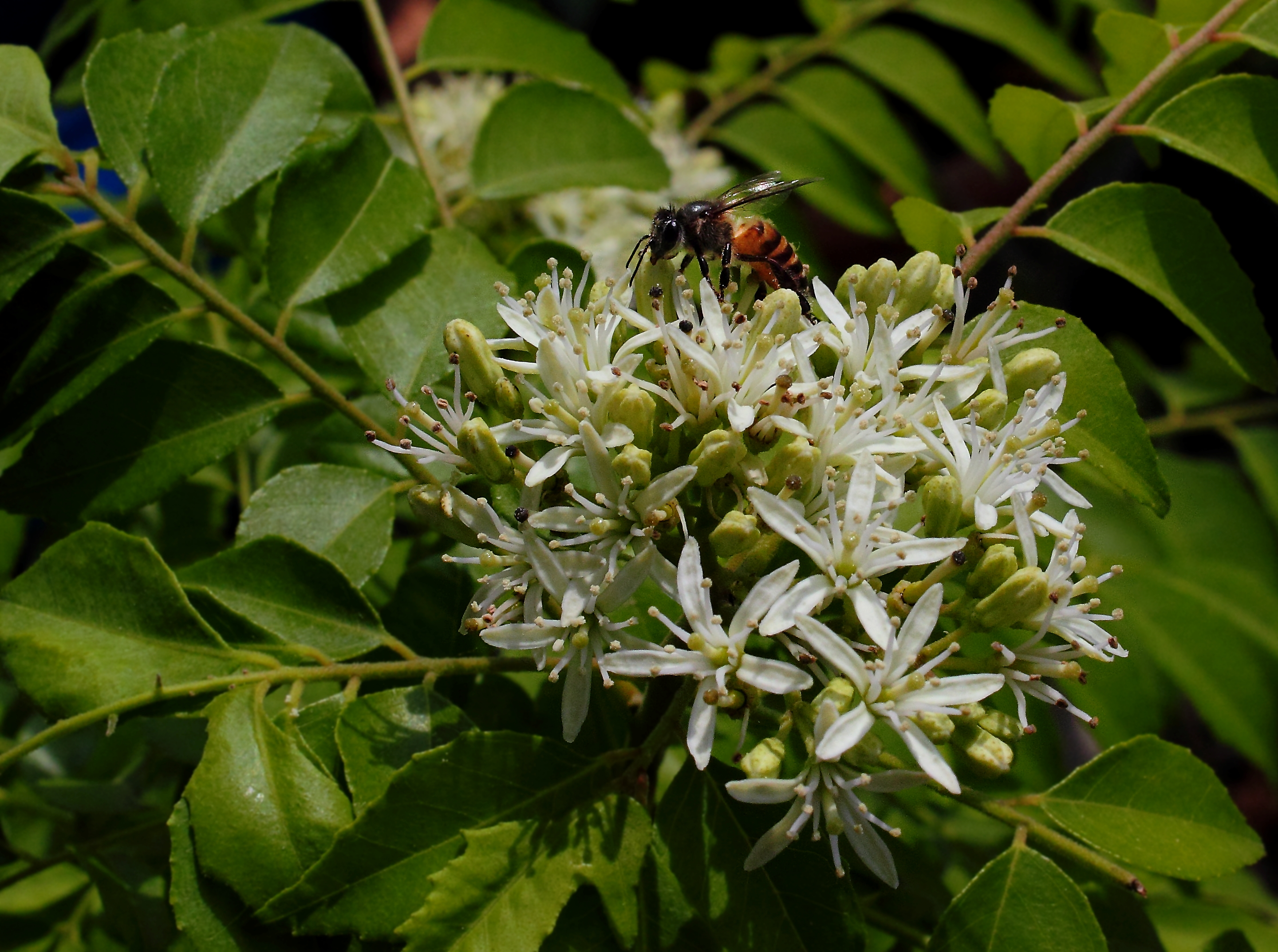
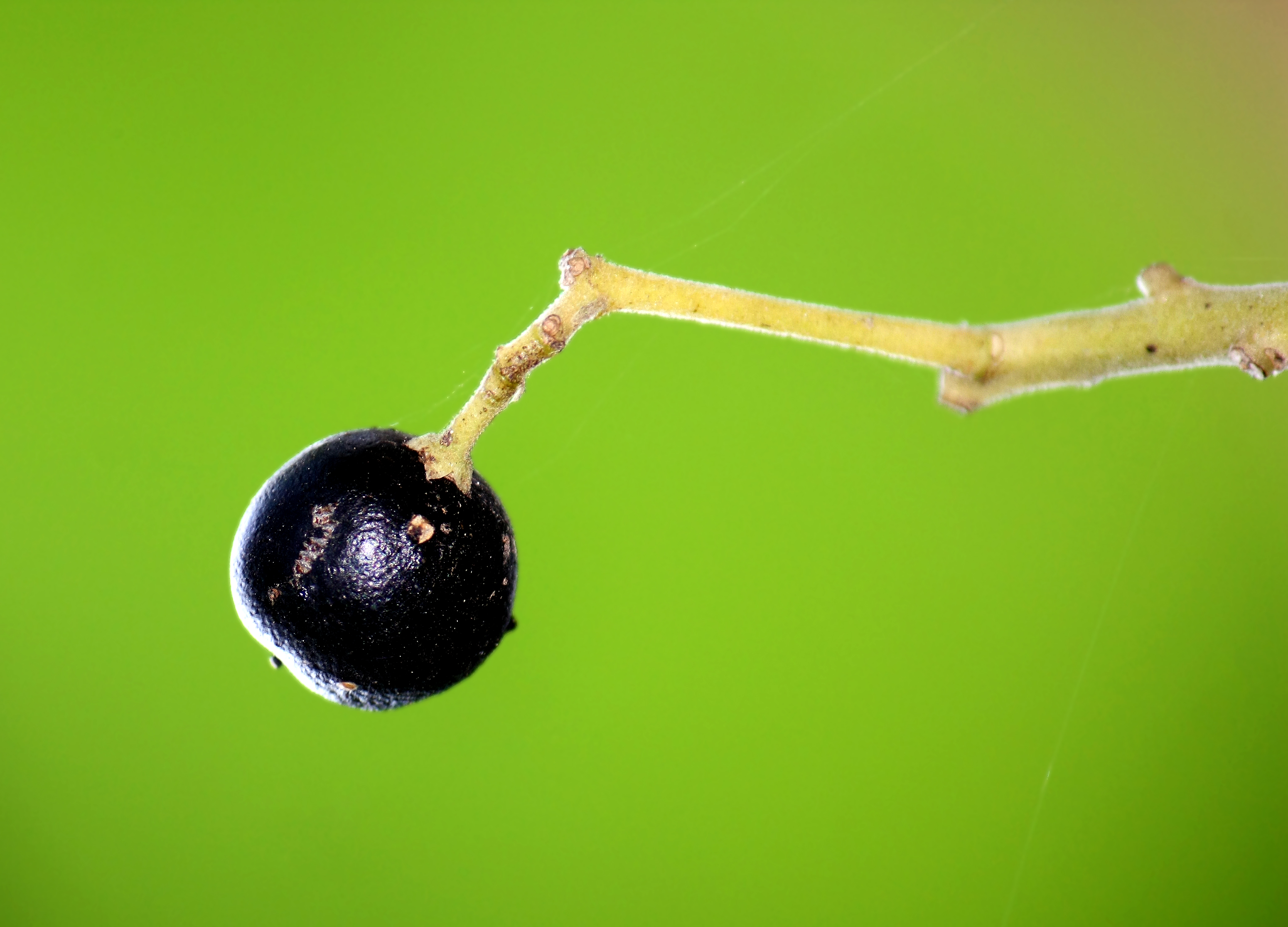
fruit
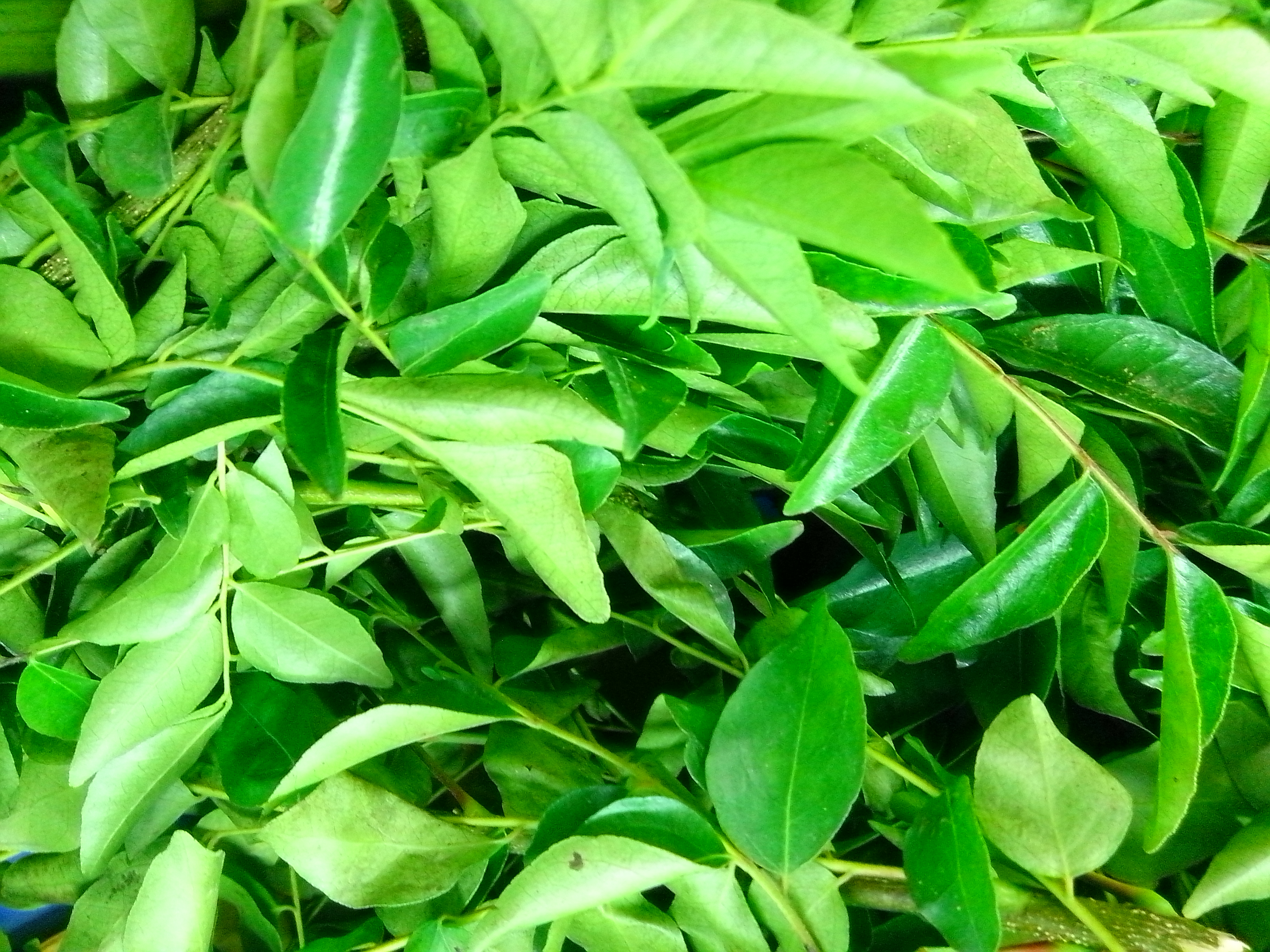
feuilles